# Begonia cupreata
Espèce
Begonia cupreata est une espèce de plantes de la famille des Begoniaceae.
Elle a été décrite en 1861 par Julio Augusto Henriques.